# 樽井禧酔
樽井禧酔（たるい きすい）は、漆芸家。春日大塗師職預。奈良漆器協会会員。